# Parti communiste unifié de Géorgie
Pour les articles homonymes, voir Parti communiste unifié (homonymie).
Le Parti communiste unifié de Géorgie (en géorgien : Sakartvelos Ertiani Komunisturi Partia, SEKP) est un parti politique communiste en Géorgie.

## Histoire
Ce parti est fondé en 1994 à la suite de la fusion de plusieurs mouvements : la Société Staline, le Parti communiste des ouvriers géorgiens et l'Union des communistes de Géorgie.

## Représentation parlementaire
Il se présente aux élections législatives géorgiennes du 8 octobre 2016 et recueille 0,07% des suffrages exprimés au scrutin proportionnel plurinominal. Parallèlement, aucun de ses candidats au scrutin majoritaire uninominal n'est en situation de se représenter au 2e tour: il ne siègera donc pas au nouveau Parlement.

## Homonymie politique
Il convient de noter la concurrence du Parti communiste de Géorgie et des Stalinistes, emmené par Ivane Tsiklauri, qui recueille 0,1% des voix à ces mêmes élections. 